# Barbus poechii
Barbus poechii е вид лъчеперка от семейство Шаранови (Cyprinidae). Видът не е застрашен от изчезване.

## Разпространение и местообитание
Разпространен е в Ангола, Ботсвана, Демократична република Конго, Замбия, Зимбабве и Намибия.
Обитава сладководни басейни, морета, лагуни и реки.

## Описание
На дължина достигат до 11 cm.